# Oxímetro de pulso

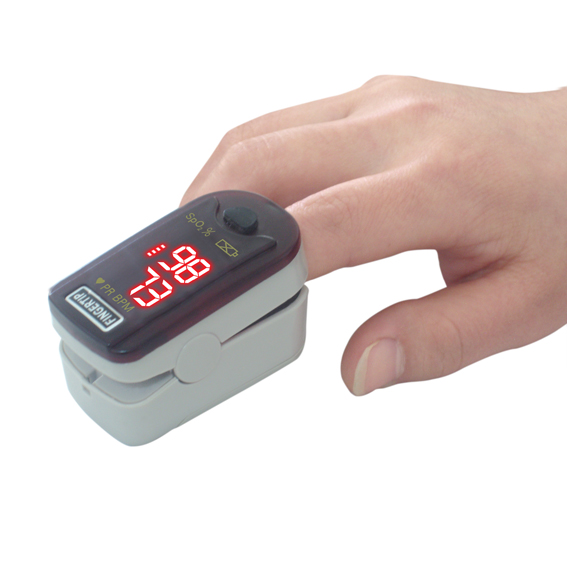
Oxímetro de pulso de dedo

O oxímetro de pulso é um dispositivo médico que mede indiretamente a saturação de oxigênio no sangue de forma não invasiva e indolor. O aparelho é acoplado a alguma região do corpo, normalmente a ponta do dedo indicador, emitindo luz através do corpo, que é detectada pela outra parte do aparelho. A quantidade de luz que não foi absorvida pelo sangue e tecido é usada para determinar a saturação de oxigênio no sangue. As vantagens do aparalho em relação a métodos que envolvem a coleta de sangue incluem a facilidade de uso e ausência de dor, enquanto que as desvantagens incluem uma precisão menor. A precisão dos oxímetros de pulso normalmente fica entre 2% e 4%. Medições normais são aquelas entre 95% e 100%, abaixo de 92% podem ser sinais de hipoxia e abaixo de 88% requerem atenção clínica imediata.